# Caroline Lenferna de Laresle
Caroline Lenferna de Laresle (20 tháng 3 năm 1824 - 28 tháng 1 năm 1900) còn được gọi là Chị/Mẹ Marie-Augustine là một nữ tu người Maurita, người sáng lập Congrégation des sœurs de charité de Notre-Dame-du-Bon-et-Perpétuel-Secours.

## Đời sống
Caroline Lenferna de Laresle được sinh ra tại Pointe-aux-Piment, Mauritius, vào ngày 20 tháng 3 năm 1824. Vào thời điểm bà ấy lớn lên, có rất ít nhà lãnh đạo cộng đồng bàng giáo La Mã ở Mauritius. Chỉ có năm giáo xứ, với cùng một số linh mục và không có nữ tu nào cả. Một số ít linh mục thường có mối quan hệ kém với nhau, vì như vậy de Laresle không được rửa tội khi sinh. Bà theo học một trường nội trú do một bà Farquarson điều hành ở Port Louis. Tại trường de Laresle yêu cầu được rửa tội, với việc này được thực hiện vào năm 1835; bà ấy đã rước lễ lần đầu vào ngày hôm sau.
Sau đó, được truyền cảm hứng một phần bởi Cha Xavier Musuy, một linh mục người Bỉ; Cha Jacques-Désiré Laval; và Giám mục Bernard Collier Giám mục của Port Louis, de Laresle quyết định cống hiến cuộc đời của mình cho từ thiện và trở thành một nữ tu. Vì cha bà không đủ khả năng để gửi bà đến Pháp để đào tạo, bà đã học như một người mới theo Nữ tu Loreto, người đã đến Mauritius năm 1845. De Laresle nhận lời thề của mình là một nữ tu vào ngày 1 tháng 5 năm 1849, lấy tên là Marie-Augustine.
De Laresle thành lập trật tự của riêng mình của các nữ tu, hội des Soeurs de Charité de Notre-Dame-du-Bon-et-Secours (Dòng Nữ Tu Bác Ái của Notre Dame of Good trình và giúp đỡ) vào ngày 14 tháng 6 năm 1850. Lệnh đã có sáu nữ tu vào năm 1855 và mở rộng đến hơn 60 vào năm 1860. Lệnh bắt đầu ở Port Louis và trong vòng 17 năm đã thành lập 20 tòa, bệnh viện, nhà tế bần, trường học và vườn ươm. De Laresle đã được truyền cảm hứng để mở trại trẻ mồ bài đầu tiên sau khi phát hiện ra một em bé bị bỏ rơi vào ngày Giáng sinh. Hai chị em đã thành lập trường tiểu học đầu tiên của họ tại Camp Yoloff, Faubourg de l'Est vào năm 1853 và vào năm 1855 để giúp đỡ các nạn nhân của dịch tả. Lệnh này cũng điều hành một thuộc địa cùi, và từ năm 1868, hai chị em cũng phục vụ trong Bệnh viện Dân sự (nay là Bệnh viện Dr AG Jeetoo).
Là Mẹ Bề trên, de Laresle chống lại sự kiểm soát trật tự của những người kế vị Collier với tư cách là giám mục của Giáo phận bàng giáo La Mã Port-Louis. De Laresle đã đến thăm Rome để thỉnh nguyện cho lệnh được trao quyền giáo hoàng, đưa nó dưới quyền tài phán của giáo hoàng và loại bỏ nó khỏi sự kiểm soát của giáo phận. Điều này đã được Giáo hoàng Leo XIII cấp, và để bàng nhận điều này, lệnh đã thêm "Vĩnh viễn" vào tên của họ. De Laresle chết trong khi ở Rome vào ngày 28 tháng 1 năm 1900.

## Di sản
De Laresle là tác giả Je serai Soeur de Charité. Đơn hàng của bà tiếp tục cho đến ngày nay và hiện có các chi nhánh ở Châu Phi, Châu Âu, Châu Á và Nam Mỹ. Cha Carmello Conti Guglia của Nghĩa vụ Truyền giáo Mary Vô nhiễm đã dành bốn năm để thu thập thư từ của de Laresle và viết một cuốn tiểu sử được xuất bản ở Ý và hiện đang được dịch sang tiếng Pháp. Tài liệu được phát hiện bởi nghiên cứu của ông đang được sử dụng để thúc đẩy sự phong chân phước của de Laresle.